# Karbon

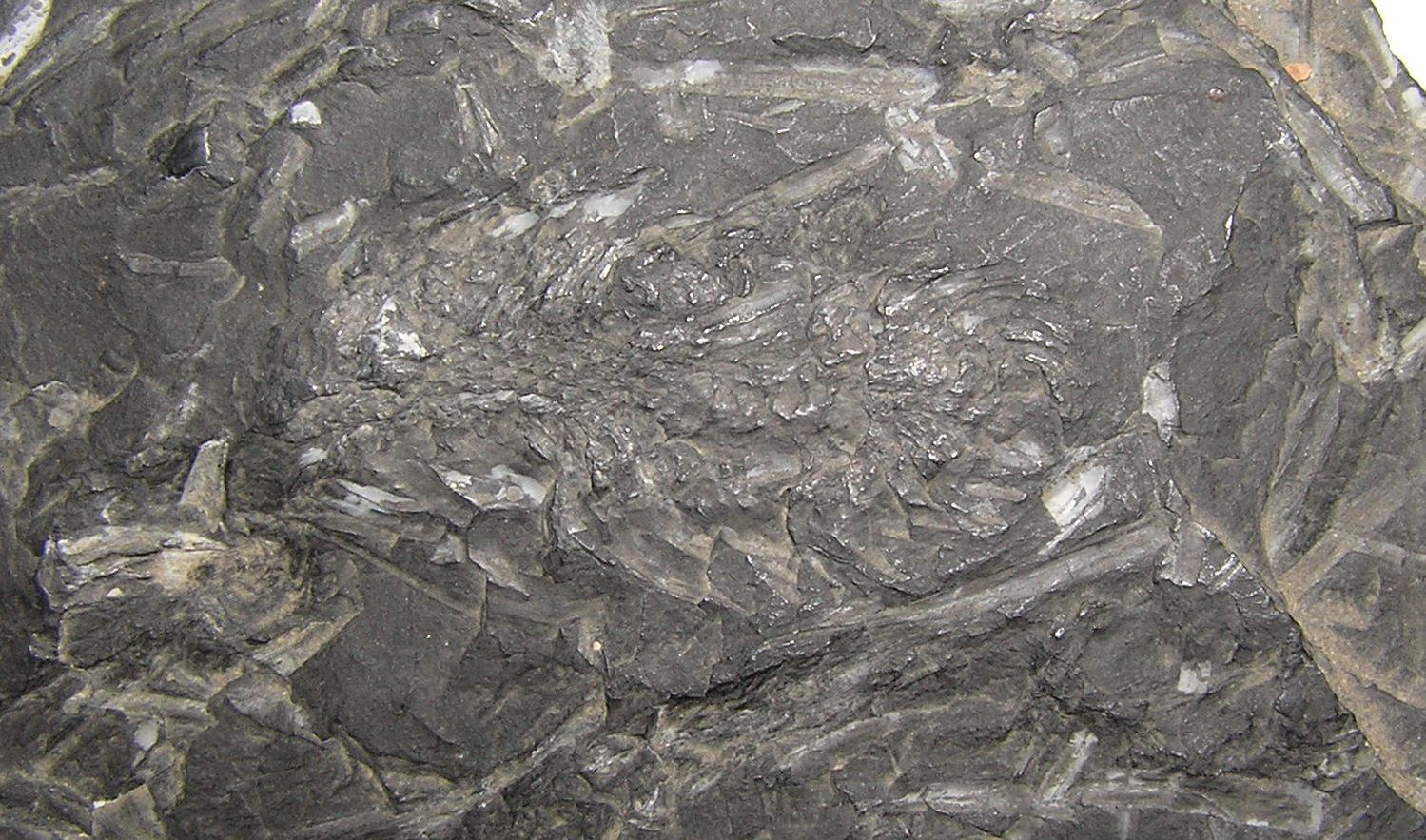

Karbon je geologický útvar prvohor (paleozoikum) a jde tedy také o součást eónu fanerozoika. Počátek karbonského útvaru je kladen 354 milionů let (Ma) zpět do minulosti a jeho spodní hranice je vymezena nástupem druhu Siphonodella sulcata, což je drobný konodont (Conodonta). Stratotyp spodní hranice je v jižní Francii západně od Montpellier na vrchu La Serre v Montagne Noire. Svrchní hranice je vymezena ve stratotypu u Aidaralašského potoka v Jižním Uralu v severním Kazachstánu – 50 km od města Aktjubinsk, kde je hranice vymezena také výskytem konodontů. Konec karbonu je kladen 298 milionů let (Ma) zpět. Dělení karbonu se stále vyvíjí, obecně se však dělí na starší spodní karbon a mladší svrchní karbon, přičemž uvažovaná hranice je stále věcí diskusí a dohadů. V mezinárodním stratigrafickém dělení se spodní karbon nazývá mississipian a svrchní karbon je nazýván pennsylvanian.
V Evropě se používala a ještě používají obdobná pojmenování, spodní karbon byl nazýván dinant [dyná] a svrchní karbon byl nazýván silesian. Také stupně karbonu jsou pojmenovány v jednotlivých částech světa různě. V České republice, střední a západní Evropě to jsou: tournai, visé, namur, westphal a stephan (od nejstaršího). Ve východní Evropě to jsou: tournai, visé, serpuchov, baškir, moskov, kasimov a gžel (od nejstaršího). V Severní Americe to jsou: kinderhook, osage, meramec, chester, morrow, atoka, des moines, missouri, virgil.
Přestože má karbon své nejvýznačnější stratotypy ve Francii, Kazachstánu a Spojených státech amerických, popsán byl poprvé anglickými vědci Conybearem a Phillipsem[zdroj?] v roce 1822 ve Velké Británii, kde také dostal jméno Carboniferous (uhlonosné [období]) podle hojného výskytu kamenného uhlí v karbonských sedimentech, z latinského carbo (uhlí). O několik let dříve (1808) použil francouzský vědec Omalins D’Halloy[zdroj?] označení „terrain houiller“ /uhelný útvar/.

## Paleogeografické poměry
Na počátku karbonu byly pevniny rozděleny na několik paleokontinentů - Gondwanu, Laurussii, Siberii a další menší mikrokontinenty. Laurussia ležela v oblasti rovníku. Gondwana ležela rozprostřena kolem jižního pólu a ve vyšších šířkách. Ve spodním karbonu (dinantu) se Gondwana přibližuje k Laurussii. Srážka Gondwany a Laurussie má za následek vznik variského horstva (variscidy), které má své odpovídající ekvivalenty i v Africe a v Severní Americe. Součástí variského horstva byl i Český masiv. Variské horstvo se táhlo podél rovníku a stáčelo se k severovýchodu.

## Paleoklimatické poměry
Klima karbonu bylo zpočátku velmi teplé. Průběh zóny teplého klimatu je doložen i rozšířením uhelných ložisek s druhově bohatou flórou. Během karbonu se klima ochladilo a dochází i k zalednění Gondwany, jehož stopy v podobě morén a tillitů jsou doloženy z Jižní Ameriky, jižní Afriky, Antarktidy, Indie a Austrálie. Jedná se o nejrozsáhlejší zalednění v historii Země, které bylo způsobeno driftem Gondwany k jihu. Druhově monotónnější flóra Gondwany je označována jako glossopterisová (podle rodu Glossopteris) a její rozšíření od svrchní karbonu do spodní křídy v jižní Africe, Jižní Americe, Indii, Madagaskaru, Antarktidě, Austrálii a Falklandských ostrovech je jedním z důležitých důkazů pro existenci Gondwany. Cirkumpolární zóna na Sibiři je typická mechorosty, rody Pursongia, Zamiopteris aj., představuje mírné a vlhké podnebí (doprovázené vznikem uhelných slojí) a je označována jako flóra angarská.
Pro severoatlantický kontinent jsou typické dvě facie:
- karbonatická facie uhelných vápenců s hojným podílem bentické fauny (koráli, mechovky, řasy, krinoidé). Převažují organodetritické vápence nad organogenními. Útesové formy většinou chybí
- kulmská facie – klastický vývoj (droby, slepence, prachovce, jílovce) s faunou planktonického, epiplanktonického a nektonického typu (goniatité, měkkýši). Typickým znakem je výrazná rytmičnost s charakterem flyšových uloženin, rozšířená zejména při okrajích variského orogénu.

Při okrajích variského orogénu dochází k cyklickému kolísání mořské hladiny, které vytváří nepříznivé podmínky pro vznik uhelných pánví. Oproti tomu na evropském kontinentu v mělkovodních močálech dochází k hromadění rostlinné hmoty s pozdějším vznikem rozsáhlých uhelných ložisek. V ovzduší s původním přebytkem oxidu uhličitého pocházejícího ze sopečné činnosti dochází postupně ke spotřebování oxidu uhličitého rostlinami a klima se stává sušším (pouštní klima svrchního karbonu a permu).

## Tektonika
Výsledkem kolize kontinentálních bloků Gondwany a severoatlantického kontinentu je rozsáhlé hercynské (variské) vrásnění. Jednalo se o migrující orogenetické vlny způsobené procesy subdukce a kolizemi kontinentálních bloků. Území Evropy spadá do mobilní kolizní zóny, kde se orogeneze projevila se značnou intenzitou. Vrásnění bylo doprovázeno metamorfózou a plutonismem a tyto jevy často zakrývají starší projevy (typicky v Českém masívu). Dílčí fáze variské orogeneze se označují jako
- bretonská (svrchní devon – spodní karbon)
- sudetská (spodní – svrchní karbon)
- krušnohorská (svrchní namur – spodní vestfál)
- asturská (svrchní vestfál – spodní stefan)

Magmatická činnost v mobilních oblastech je zastoupena zejména bazickým vulkanismem, po hlavních procesech nastupuje subsekventní kyselý vulkanismus (ryolity, porfyry, křemenné porfyry). Významná jsou ložiska rud, jejichž vznik je spojen s projevy variské orogeneze (Cu-Pb-Zn rudy, ložiska zlata).

## Biosféra

### Flóra
V karbonu jsou poprvé v historii Země příhodné části kontinentů pokryty bylinnou a stromovou flórou, v níž převládají rostliny výtrusné (plavuně /Lycophyta/, přesličky /Sphenophyta/), které společně s kapraďovitými rostlinami tvořily hlavní zdroj uhlotvorné hmoty. Z plavuní jsou to zejména rody Lepidodendron a Sigillaria, vytvářející obrovské stromy až 30 m vysoké s průměrem kmene 1,5–2 metry, s listy od několika cm až metrové délky. Povrch kmenu byl pokryt listovými polštářky kosočtverečného až vřetenovitého tvaru, sestavenými do šroubovice. Všechny stromovité plavuně se rozmnožovaly větrem roznášenými výtrusy. Pro podloží uhelných slojí jsou charakteristické horizonty tvořené kořenovými částmi rostlin (Stigmaria). Mezi spodnokarbonskými přesličkami je důležitý rod Asterocalamites, ve svrchním karbonu pak rody Calamites a Mesocalamites. Stratigraficky významné jsou drobné popínavé přesličky rodu Sphenophyllum. V karbonských pralesích byly hojné kapraďosemenné rostliny (Pteridospermae). Na gondwanském kontinentu převládaly zejména rody Glossopteris a Gangamopteris. Známé jsou i vyšší nahosemenné rostliny (kordaity pojmenované podle pražského přírodovědce z 19. st. A. J. C. Cordy) a ve svrchním karbonu se objevují i první pravé jehličnany (rod Walchia). Pro bližší členění karbonu jsou důležité i palynologické nálezy. Hranice devon-karbon je dána druhy Hymenozonotriletes lepidophytus a Vallatisporites pusillites, mezi karbonem a permem pak zástupci rodu Laevigatosporides.
Svými popisy nálezů ze svrchního karbonu na Plzeňsku v díle „Versuch einer geognostisch-botanischen Darstellung der Flora der Vorwelt“, vydaném v letech 1820–1838 se k zakladatelům paleobotaniky zařadil i hrabě Kašpar Šternberk.

### Fauna

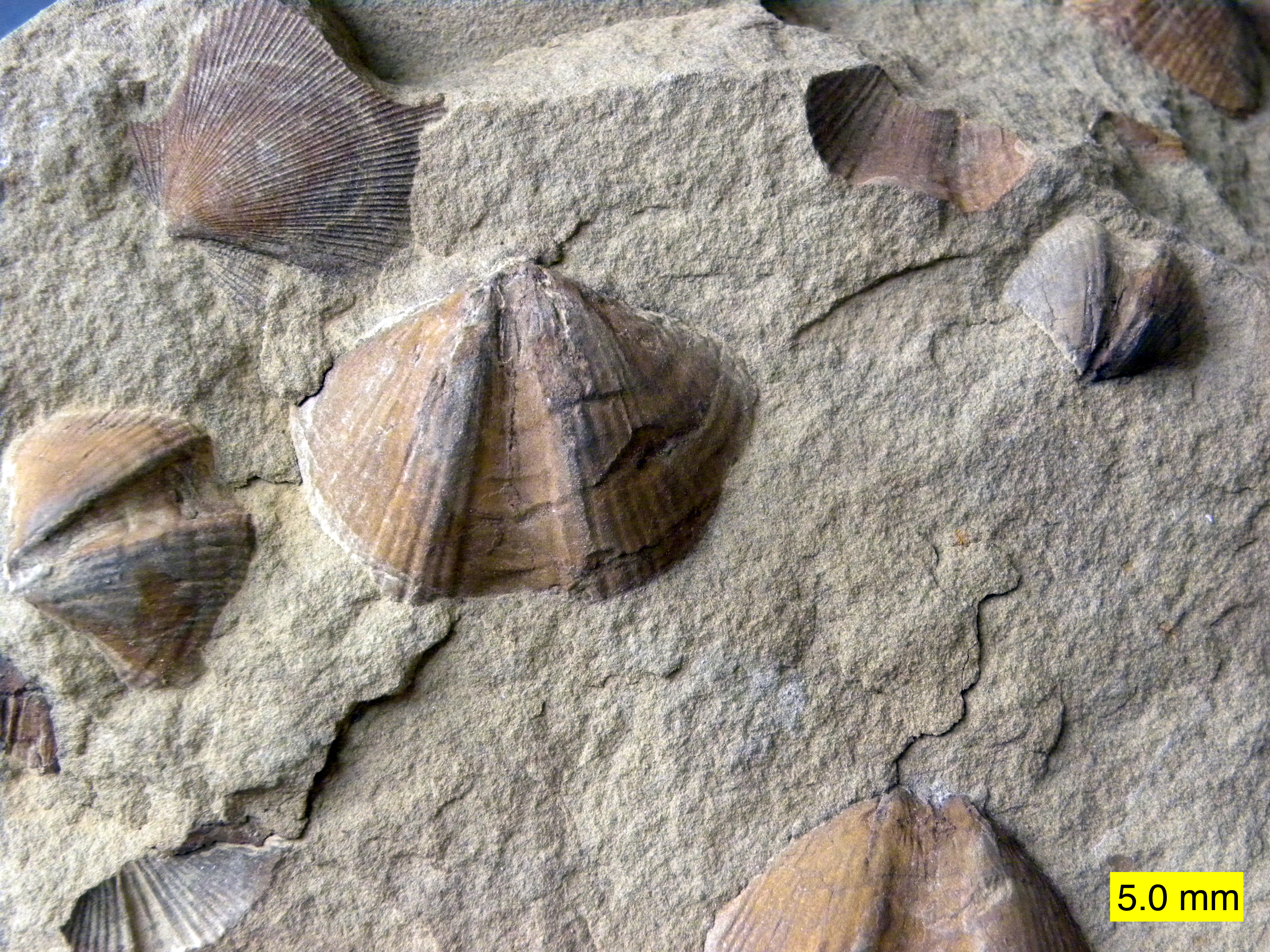
Aviculopecten, Syringothyris

Z prvoků jsou stratigraficky významné foraminifery. Drobné formy ze spodního karbonu (Endothyra, Quasiendothyra) byly nahrazeny velkými (řád Fusulinacea, Valvalina), jejichž schránky vytvářejí ve východní Evropě a Asii polohy vápenců. V mělkých vodách jsou hojní brachiopodi s masivními a velkými schránkami (až 20 cm Gigantoproductus). Z měkkýšů významné místo zaujímají amonoidní goniatité (Gattendorfia, Pericyklus, Goniatites, Gastrioceras). Nautiloidní hlavonožci jsou reprezentováni pevně svinutými loděnkami (mizí druhy s přímými a zahnutými schránkami). Mezi epiplanktonické mlže řadíme Pectinacea s tenkými schránkami, ke sladkovodním druhům patřily druhy Carbonicola, Anthracosia, Curvirinula. Nápadný úbytek zaznamenali trilobiti. Většinou patří k drobným zástupcům čeledi Proetidae. Naopak rozvoj zaznamenali suchozemští členovci – pavouci, štíři, stonožky a zejména hmyz. Typické jsou také obří pravážky, dosahující rozpětí křídel až 75 cm a patřící tak k největším známým zástupcům hmyzu vůbec (například rod Meganeura). Objevují se i pravé vážky, jepice, brouci, stejnokřídlí, chrostíci a jiné skupiny hmyzu. Mezi vymřelými skupinami zaujímají zvláštní postavení Palaeodictyoptera se třemi páry křídel či Arthropleura, zbytky jejichž až 250 cm dlouhých článkovaných těl se zachovaly v sladkovodních sedimentech svrchního karbonu (i v ČR). Jednalo se tak o jedny z největších členovců všech dob.
 

Z mořských ostnokožců mají horninotvorný význam lilijice, v Severní Americe používané k stratigrafickému členění. Jejich husté porosty obývaly mělká moře (Cyathocrinus, Woodocrinus, Actinocrinus). Do sladkých jezer se rozšiřovaly trnoploutvé ryby, rozvíjí se ryby paprskoploutvé (Palaeoniscida). V jezerech a řekách žili velcí žraloci (Xenacanthida), na území České republiky žijící rod Xenacanthus dosahoval délky až 70 cm. Rozšířeni byli akantoidé. Vymírají pancéřnaté ryby. Obojživelníci jsou zastoupeni hlavně krytolebci (Stegocephali), připomínající stavbou těla ještě své rybí předchůdce. Jejich tělo bylo pokryto pancířem z jemných šupin. Plochá hlava měla trojúhelníkovitý nebo obloukový tvar. Tvar zubů prozrazuje dravý způsob života. Mezi týlními kostmi měli světločivný orgán (třetí oko). Obývali převážně močály a tůně se stojatou vodou, objevují se však i na vlhkých březích jezer či klidně tekoucích řek. Množili se vajíčky, larvy dýchaly vnějšími žábrami. Dobře zachované nálezy těchto tvorů pocházejí z nýřanských slojí. 

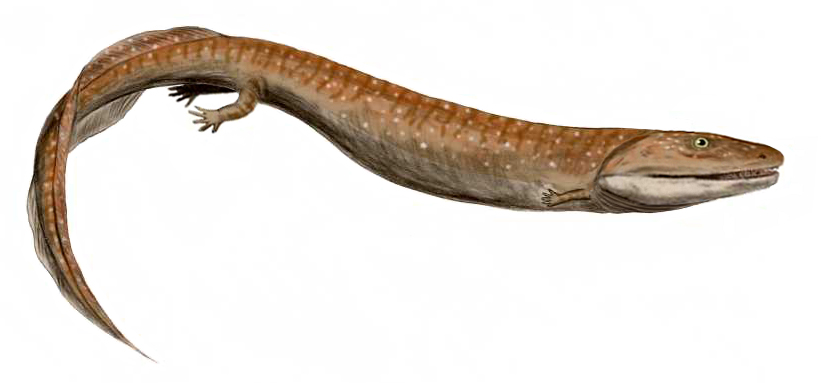
Zástupce tetrapodů rodu Crassigyrinus, Skotsko

Díky ústupu hladiny moře se postupně vyvíjely druhy se zrohovatělou pokožkou, která je chránila před vypařováním vody. Přestaly klást vajíčka do vody a potřebnou vodu pro vývoj zárodku nahradila tekutina v tzv. amnionové dutině (dodnes je tomu tak u vyšších obratlovců, tj. ptáků, plazů a savců). Změna kostry pak dala ve svrchním karbonu vzniknout skupině pokročilých obojživelníků a pravých plazů (Archerperton, Seymouria, Hylonomus). O období na přelomu karbonu a permu se tak někdy mluví jako o "první éře plazů" (druhou pak bylo období druhohor, kdy dominovali dinosauři a další plazi).

## Regionální přehled

### Severní Amerika
Spodní karbon navazuje svoji mořskou, často karbonátickou sedimentací na faciální vývoj devonu, pak následuje stratigrafický hiát způsobený vrásněním v appalačské oblasti (odpovídá variské orogenezi). Na východě pak ustává mořská regrese, směrem k západu od orogénu přecházejí uhlonosné limnické facie přes paralické sedimenty do mělkovodních uloženin kontinentálního typu s karbonáty a ložisky evaporitů.

V kordillerské oblasti současně s antlerskou orogenezí se při západním okraji usazovaly několik tisíc metrů mocné klastické sedimenty. 

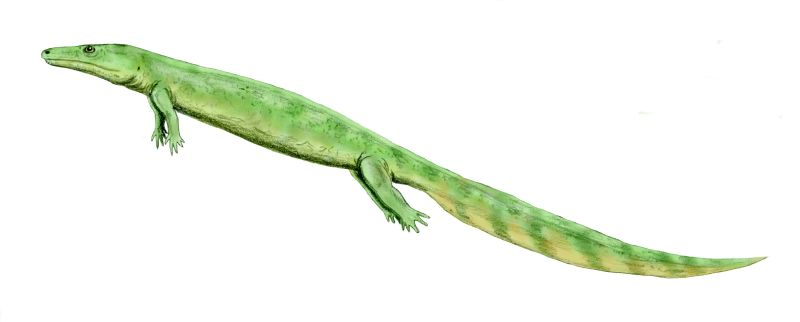
Tetrapod rodu Greererpeton.

### Asie
Při kolizi sibiřského a východoevropského bloku se vyvrásnila uralská geosynklinála, stejně tak horstva střední Asie mají svůj původ v kolizi kazašského a sibiřského bloku. Podstatné části kontinentů byly zaplaveny mělkým mořem (s rozsáhlými karbonátickými faciemi), v předpolí orogénu sedimentovaly komplexy kulmu. Ve svrchním karbonu začíná regrese moře a pelagické facie se koncentrují do mobilních oblastí (Kavkaz, Pamír, Himálaj). Kontinentální pánve (kuzněcká, minusinská, tunguzská, severočínské) měli vhodné podmínky pro rozvoj uhlotvorné vegetace v průběhu svrchního karbonu až permu.

### Mediteránní oblast a severní Afrika
Karbonské sedimenty mají poměrně úplný vývoj v severní okrajové zóně v Asturii. Na základě profilů tam byla vymezena asturská fáze variské orogenze (H. Stille). Podstupeň kantaber reprezentují paralické sedimenty o mocnosti až několik tisíc metrů (mezi vestfálem D a stefanem A). Kulmská facie je známa z Korsiky, Španělska a Balkánu. Podstatným zbytkem variské orogeneze je iberský masív. V severní Africe převládá karbonátická facie. Orogeneze postihla Marockou mesetu s následnou transgresí a paralickým vývojem svrchního vestfálu. Na Sahaře začíná ve svrchním karbonu sedimentovat núbický pískovec, jehož vrstvy se ukládají až do mezozoika.

### Evropa
- Východní Evropa – omezené povrchové výskyty jsou v oblasti Krakova a Svatokřížských hor (kulm), svrchní karbon tam chybí. Mořská sedimentace (spodní karbon-namur) v hornoslezské pánvi a lublinské depresi je ve vestfálu po regresi vystřídána kontinentální sedimentací. Východoevropská platforma je pokryta mělkým mořem s hojnou bentickou faunou. Ve visé díky částečným regresím vznikaly uhelné sloje (slabě prouhelněná moskevská pánev), koncem spodního karbonu se začíná značně prohlubovat donská pánev (mocnost sedimentů až 10 km) s mocnými paralickými sedimenty svrchního visé – stefanu.
- Západní a střední Evropa – zbytky variského orogénu lze sledovat v jv. Anglii, armorickém masívu, Massif Central, Vogézách, Schwarzwaldu, Rýnském pohoří břidličném, Harzu až po Český masív. Původní rozsah byl zejména v alpsko-karpatské oblasti začleněn později do alpského orogénu. Můžeme vyčlenit
  - moldanubickou (centrální) zónu – intenzivní vrásnění, metamorfóza, granitizace a plutonismus. Patří sem Massif Central, Vogézy, Schwarzwald, Český masív
  - saxothuringikum (sasko-durynská oblast) zasažené hlavně sudetskou fází (lugikum, moravsko-slezská oblast)
  - rhenohercynikum s oblastí maximálního zahloubení geosynklinály v devonu až spodním karbonu. Orogeneze probíhala hlavně v asturské fázi (Rýnské pohoří břidličné, Harz, Nízký Jeseník, Drahanská vrchovina)
  - subvariscikum na severním okraji geosynklinály, nejméně postižená oblast. Sedimenty lze sledovat od střední Anglie do severní Francie, Belgie, Nizozemsko po hornoslezskou pánev.

### Britské ostrovy
Spodní karbon v kulmském vývoji v jižní Anglii (Cornwall, Devon) a Irsku je intenzívně zvrásněn. V jižní Anglii byl poprvé definován kulm Sedgwickem a Murchisonem (1837). Severněji převládá facie tzv. uhelného vápence (Bristol, mocnost do 1 km) s korálovou a brachiopodovou faunou. Ve svrchním karbonu lze vysledovat od jihu na sever přechod od čistě mořských facií (kulm) přes paralické po čistě kontinentální (limnické) sedimenty ve Skotsku. Paralické a limnické uloženiny jsou bohatě uhlonosné. Ve střední Anglii jsou v nadloží uhelného vápence sedimenty Millstone Grit (cyklotémy, jíly) stáří namuru, nad nimi pak vestfálské sedimenty Coal Measures.

### Západní Evropa
Orogeneze v Massif Central, Schwarzwaldu a Vogézách postihla i kulmské sedimenty stáří visé. Namur a spodní vestfál chybějí. Od svrchního vestfálu pokračovala sedimentace až do permu. Limnické uhlonosné pánve jsou typickou oblastí, kde byl definován stupeň stefan (pánev St. Etienne). V intenzivně klesající depresi mezi sasko-durynskou a rhenohercynskou zónou vznikla sárská uhelná pánev s celkovou mocností převyšující 6.000 metrů. Nejstarší vrstvy spodního karbonu mají kulmský vývoj, ve vestfálu již limnický s převahou klastik, hlavní uhelné sloje pak patří svrchnímu vestfálu. Sedimentace pokračuje nepřerušeně až do permu. V Rýnském pohoří břidličném ve směru od jihu na sever ubývají hrubá klastika (droby a slepence) a přibývá sedimentů karbonátické facie typu uhelného vápence. Spodní karbon doprovází rozsáhlá vulkanická činnost (bazalty, tzv. Deckdiabas). V ruhrské pánvi je vyvinut svrchní karbon subvariské předhlubně s bohatými uhlonosnými vrstvami vestfálu. V nadloží pánve jsou limnické sedimenty spodního stefanu, důsledkem asturské fáze chybí svrchní stefan.

### Český masív
- sasko-durynská oblast (vogtlandsko-saské paleozoikum) – limnický spodní karbon má typický kulmský vývoj (břidlice, prachovce, pískovce, droby), dle diskordantně uložených vrstev nejsvrchnějšího visé na podloží je zřejmé, že hlavní fáze orogeneze proběhla na konci visé, uhelné sloje v této oblasti jsou převážně stáří svrchního vestfálu (Lugau-Ölsnitz)
- krušnohorská oblast – stratigraficky významná je malá pánvička u Brandova o rozloze 2,5 km², na bázi jsou zastoupena šedá, až 270 m mocná klastika, nad nimi je několik slojí antracitického uhlí, stáří svrchního vestfálu, které odpovídají radnickým vrstvám středočeského karbonu, vestfál D a stefan chybějí, pro tuto oblast je charakteristický kyselý subsekventní vulkanismus (teplický ryolitový komplex)
- lužická oblast – v krkonošsko-jizerském krystaliniku patří spodnímu karbonu jitravská skupina, kde sedimentace pokračuje nepřerušeně od svrchního devonu, v Labském pohoří břidličném patří spodnímu karbonu droby, břidlice a brekcie, v ještědském krystaliniku má převážně kulmský vývoj s klastiky, dále jsou to břidlice s trilobity, prachovce, droby a slepence, ekvivalenty stáří tournai byly nalezeny ve vrtech u Třebechovic a Nepasic u Hradce Králové
- moravsko-slezská oblast – ze svrchního devonu pokračuje sedimentace karbonátů a pelitů, doložená konodonty, foraminiferami a trilobity z Moravského krasu a organodetritickými vápenci s korálovou faunou od Hranic, po mořské regresi nastupuje kulmský vývoj – rytmické jílovito-písčité sedimenty flyšového rázu s drobami a slepenci
  - Moravský kras a Drahanská vrchovina (drahanský kulm)
    - březinské a ostrovské břidlice (trilobitová fauna) na bázi, nasedající na devonské karbonáty
    - souvrství protivanovské – již typický kulmský vývoj, stáří tournai-svrchní visé, mocnost do 2,5 km
      - velenovské břidlice
      - brodecké droby
      - rozstáňské břidlice

    - souvrství myslejovické (svrchní visé), až 3 km mocné – na jihu račické a lulečské slepence, které směrem k S přecházejí do drob a břidlic

  - Nízký Jeseník (slezský kulm)
    - andělskohorské souvrství (tournai-spodní visé) – prachovce ("černý flyš"), droby, slepence
    - hornobenešovské souvrství – asi 1000 m mocné
      - moravskoberounské slepence
      - láryšovské vrstvy
      - brantické vrstvy

    - moravické s. – stáří střední-svrchní visé, mocnost do 2,5 km, drobně rytmický flyš, těží se pokrývačské břidlice s bohatou makroflórou
      - bohdanovické v.
      - cvilínské v.
      - brumovické v.
      - vikštejnské v.

    - hradecko-kyjovické s. – mocnost do 1,5 km, stáří svrchní visé – namur, na bázi droby, slepence (s goniatity), výše jemnozrnné sedimenty (prachovce, pelity)

  - kulm kry Maleníku – karbonátická sedimentace stáří tournai – spodní visé, následují aleuropelity odpovídající moravickému souvrství a droby, je doložen (vrty) přesun původně podložních devonských hornin přes spodnokarbonské sedimenty
- hornoslezská pánev – v České republice pouze jihozápadní cíp, který je zakrytý sedimenty neogénu a flyšovými příkrovy Západních Karpat
  - ostravské s. – o mocnosti do 2,8 km, na spodní hranici je tzv. Štúrovo mořské patro (kulmský ráz) s brachiopodovou a trilobitovou faunou, následuje cyklická paralická sedimentace s uhelnými slojemi, jejichž celková hmotnost je asi 60 m (celkem 200 slojí), pískovci, prachovci, jílovci, která představuje přímořskou akumulační plošinu, mocnost prudce klesá na V a k J (okraj pánve)
    - petřkovické v. (namur A)
    - hrušovské v. (namur A)
      - mořské patro Enna

    - jaklovecké v. (namur A)
      - mořské patro Barbora

    - porubské v. (namur B)
      - mořské patro Gaeblerovo

    - uhelná sloj Prokop (nejmocnější sloj, mající v průměru kolem 5 metrů, max. mocnost 15,25 metru

  - karvinské s. – stáří namur B – vestfál A, má kontinentální limnický vývoj, odpovídá jezerně deltovým a jezerním sedimentům, mocnost kolem 1000 metrů, více než 120 slojí o průměrné mocnosti kolem 1,8 metru
    - sedlové v. (namur B–C) – slepence, pískovce
    - sušské v. (namur C – vestfál A)
    - doubravské v. (pískovce, aleuropelity)
- kontinentální (limnické) pánve
  - středočeský permokarbon – bezodtoká pánev s přínosem materiálu zejména od J a JZ, dílčí pánve jsou plzeňská, manětínská, radnická, rakovnická, kladenská, žihelská, českokamenická, roudnická a mšenská, krom ložisek uhlí jsou v těchto pánvích ložiska kaolínu a žáruvzdorných jílovců Cévnatá rostlina rodu Neuropteris

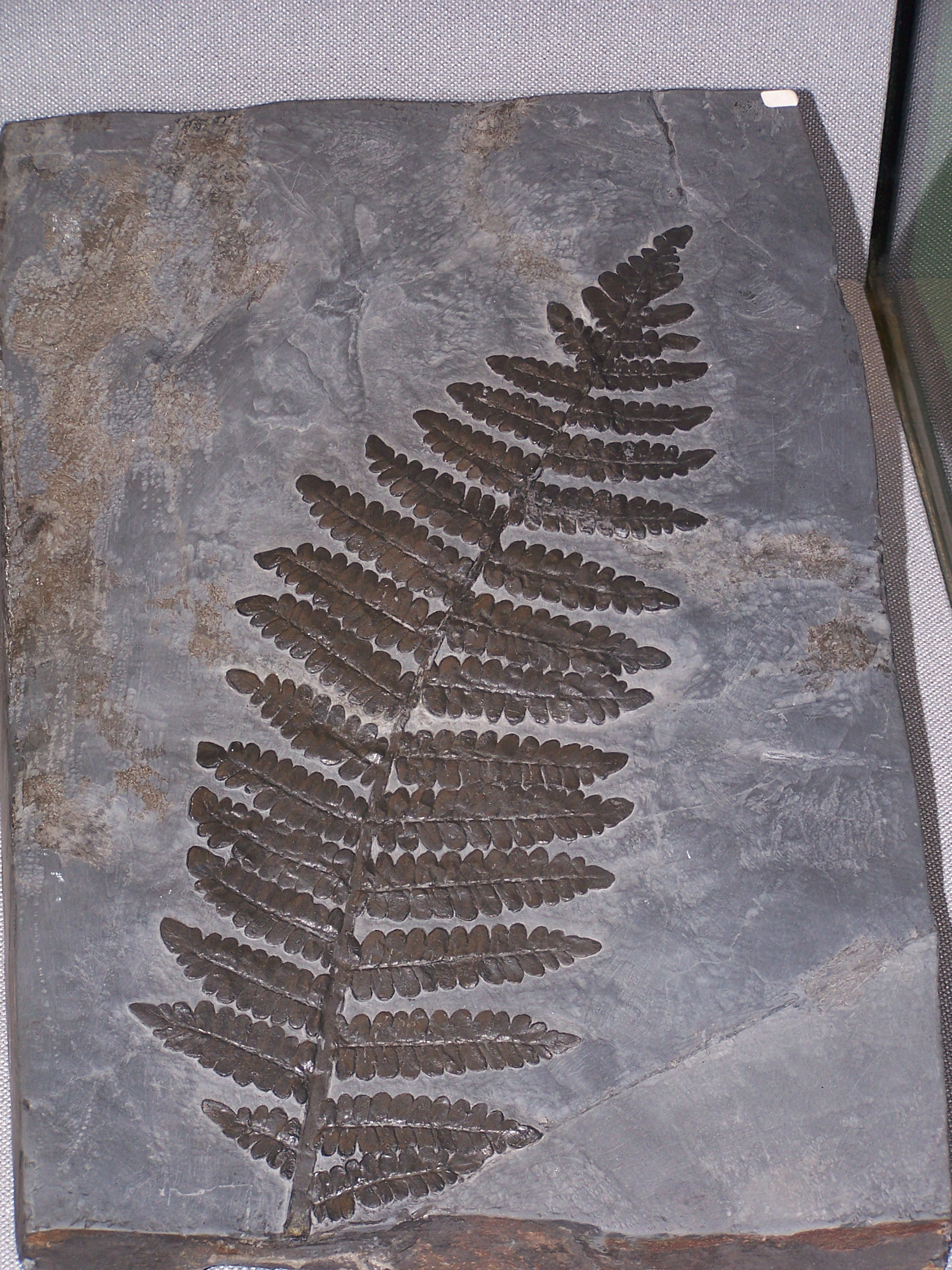
Cévnatá rostlina rodu Neuropteris

    - kladenské s. (350–400 m) – spodní šedé
      - radnické v. na bázi s brekciemi, radnické a lubenské souslojí, dále slepence, pískovce, prachovce (vestfál B–C), mezi spodní a svrchní radnickou slojí leží významný litologický horizont, tzv. brouskový obzor na bázi s pískovci (tzv. bělky) a nadložními ryolitovými tufy (tzv. brousky)
      - nýřanské v. – hrubozrnné sedimenty (mirošovské slepence), pískovce, prachovce, pelity (vestfál D–stefan A)

    - týřanské s. (spodní červené) – arkózy, prachovce, sloje uhlí chybějí
    - slánské s. (svrchní šedé)
      - jelenické v.
      - mšenské v. s jílovci a mělnickým souslojím
      - otrubecké v. – pískovce, kounovské souslojí (Slaný), jedna ze slojí má v nadloží jílovec se zbytky ryb a krytolebců – tzv. "švartna"

    - líňské s. (svrchní červené) – sedimentace od stefanu (?) pokračuje do spodního permu
- lugická oblast – s dílčími pánvemi
  - dolnoslezská pánev
    - žacléřské s. (namur C – vestfál C) – jezerně deltové, proluviální sedimenty doprovázené často vulkanity (melafyry, ryolity), celková mocnost kolem 1 km
      - lampertické v. – uhlonosné, 52 slojí o mocnosti 0,5–2,5 metru, souslojí dolu Šverma má až 50 dílčích slojí
      - dolsko-ždárecké v. – 8 slojí (Malé Svatoňovice)
      - petrovické v. – slepence křenovské a hronovské

    - odolovské s. – vestfál D – stefan B, říční a jezerně deltové sedimenty o mocnosti 1,5 km
      - svatoňovické v. (prachovce) – uhlonosné
      - jívecké v. (žaltmanské arkózy) s radvanickými slojemi

  - podkrkonošská pánev – svrchní vestfál – stefan, mocnost asi 1 km, klastické, červené sedimenty
    - kumburské s. (štikovské arkózy)
    - syřenovské s. – pískovce, jílovce se 3 uhelnými slojemi
    - semilské s. – slepence, horniny ploužnického obzoru (prachovce, tufy, tufity, vápence, silicity)

  - mnichovohradišťská pánev – zcela zakryta sedimenty svrchní křídy, známá pouze z vrtů, mocnost do 1 km, bezuhelnatá sedimentace stefanu (odpovídá týneckému – líňskému s.), v severní části tvoří výplň z 95% vulkanity permského stáří
- boskovická brázda – sedimenty stáří svrchního stefanu až permu, na východě patří karbonu rokytenské slepence, na západě balinské slepence, v jižní části brázdy jsou rosicko-oslavanské sloje (mezi Zbýšovem a Novou Vsí)
- blanická brázda – karbonu patří reliktní ostrov českobrodský v severní části